# Stafford James
Stafford James (* 24. April 1946 in Evanston, Illinois) ist ein US-amerikanischer Jazz-Bassist.

## Leben und Wirken
Stafford James ging zunächst zur US Air Force.  Nach der Entlassung aus der Air Force studierte an der Universität von Chicago bei Rudolf Fahsbender. 1969 ging er nach New York City, wo er bei der Post arbeitete und daneben am Mannes College of Music bei Julius Levine studierte. Hier traf er auf Pharoah Sanders, mit dem er seine ersten Jazzkonzerte in New York spielte. Bald arbeitete er auch mit Alice Coltrane und Albert Ayler, mit dem er 1970 eine Kanadatournee unternahm. 1971 traf er auf die Sängerin Melba Moore, mit der er als Teil der David-Frost-Revue auftrat.
1973 war er erstmals mit Gary Bartz in Europa. 1974 wurde er Mitglied von Art Blakeys Jazz Messengers. 1976 spielte er mit Dave Burrell bei den Wildflowers Loft-Sessions. Zur gleichen Zeit lernte er Betty Carter kennen, mit der ihn eine lebenslange Freundschaft verband sowie Woody Shaw (Basel 1980). Zusammen mit Shaw spielte er auch mit Dexter Gordon bei dessen Rückkehr in die USA (Homecoming: Live at the Village Vanguard, 1977).
1976 gründete James ein eigenes Quartett, mit dem er auch Europa bereiste. Dort lernte er Dexter Gordon kennen, mit dem er in New York das Album Homecoming aufnahm; zu hören ist er auch auf Tokyo 1975. Auch mit dem Gitarristen John Scofield war er auf Europatournee und nahm das Album Roughhouse auf. Nach dem Album Stafford James nahm er mit The Stafford James Ensemble 1978 sein zweites Album als Bandleader auf.
Anfang der 1980er Jahre unternahm er Tourneen durch Australien, Neuseeland, Japan, Mexiko und Südamerika. 1982/83 spielte er bei Woody Shaw, zu hören auf den Mitschnitten At Onkel Pö’s Carnegie Hall/Hamburg ’82 und Live in Bremen 1983 (Resonance); 1983 begann seine Zusammenarbeit mit Jimmy Heath. Mit dem Woody Shaw Quintet nahm er an einer Tour des United States Information Service durch Nordafrika, Indien und Syrien teil.
1986 entstand James’ Komposition Ethopian Suite für zwei Kontrabässe, Streichensemble, Schlagzeug und Tänzer, die als Teil des Celebrate Brooklyn Dance Festival aufgeführt wurde. Daneben arrangierte er in diesem Jahr Kompositionen von Duke Ellington für sich, den Pianisten Mulgrew Miller und die Cellistin Akua Dixon. 1987 komponierte er eine Sonatina für Viola d'Amore und Kontrabass, die in den USA in der Bates Recital Hall und beim Europäischen Musikfestival 1988 in Stuttgart uraufgeführt wurde.
1989 übersiedelte James nach Paris, wo er mit Musikern wie Pharoah Sanders, Barney Wilen, Monty Waters und Lavelle auftrat und die Gruppe Stafford James Project gründete. 1991 nahm er mit dem Ukrainischen Nationalorchester Igor Strawinskys Feuervogel auf. 1994 war er Juror bei den Leverkusener Jazztagen und spielte siebzehn Kompositionen für den WDR ein. Daneben arbeitete er auch in Trio-Besetzung, u. a. mit dem Pianisten Onaje Allan Gumbs und dem Schlagzeuger Ronnie Burrage. 1995 komponierte er Les Alpes aux Carpates für Kontrabass, zwei Panflöten, Streichorchester, Frauenchor, Synthesizer und Schlagzeug.
1998 unternahm er eine Tournee durch Belgien, Holland, Deutschland, Österreich und Italien im Quartett mit Buster Williams, Anga Diaz (später Don Alias) und Ronnie Burrage.